# Private Worlds
Private Worlds (bra: Mundos Íntimos) é um filme estadunidense de 1935, do gênero drama, dirigido por Gregory La Cava, estrelado por Claudette Colbert, e coestrelado por Charles Boyer, Joan Bennett, Helen Vinson e Joel McCrea. O roteiro do próprio La Cava e de Lynn Starling foi baseado no romance homônimo de 1934, de Phyllis Bottome.
A trama retrata a história da equipe e dos pacientes de um hospital psiquiátrico, além de abordar temas importantes, como a psiquiatria e o machismo – um dos exemplos é o chefe do hospital, que tem problemas para lidar com uma psiquiatra.
O diretor de fotografia Leon Shamroy foi um dos primeiros a usar lentes zoom para a criação de efeitos especiais, o que proporcionou um inventivo tratamento das sombras.

## Sinopse
A doutora Jane Everest (Claudette Colbert), trabalhando em um hospital psiquiátrico, encontra dificuldades em desenvolver seu trabalho com a chegada do novo diretor-chefe, o doutor Charles Monet (Charles Boyer), que não esconde seu preconceito contra mulheres atuando na profissão. Enquanto os dois vivem às turras, Claire Monet (Helen Vinson), a irmã de Charles, começa a perseguir o doutor Alex MacGregor (Joel McCrea), que é casado com Sally (Joan Bennett). Cansada de ver o marido e Claire juntos, Sally enlouquece.

## Elenco
- Claudette Colbert como Dra. Jane Everest
- Charles Boyer como Dr. Charles Monet
- Joan Bennett como Sally MacGregor
- Helen Vinson como Claire Monet
- Joel McCrea como Dr. Alex MacGregor
- Jean Rouverol como Carrie Flint
- Esther Dale como Matrona
- Guinn 'Big Boy' Williams como Jerry
- Dora Clement como Bertha Hirst
- Sam Godfrey como Tom Hirst
- Samuel S. Hinds como Dr. Arnold
- Theodore von Eltz como Dr. Harding
- Stanley Andrews como Dr. Barnes

## Produção
O filme foi um dos pioneiros em abordar de maneira séria o tema do tratamento institucional para indivíduos com problemas de saúde mental, mais de uma década antes do aclamado filme "The Snake Pit" (1948), estrelado por Olivia de Havilland, que retratou fortemente o assunto.

## Recepção
Segundo o crítico e historiador de cinema Ken Wlaschin, este é um dos dez melhores filmes de Claudette Colbert.

### Bilheteria
De acordo com os registros da Paramount Pictures, o filme arrecadou US$ 534.837 nacionalmente e US$ 284.281 no exterior, totalizando US$ 819.118 mundialmente. A produção fez o estúdio perder dinheiro, com um prejuízo de US$ 10.458.

## Prêmios e indicações
| Ano  | Cerimônia | Categoria    | Indicado          | Resultado | Ref.        |
| ---- | --------- | ------------ | ----------------- | --------- | ----------- |
| 1936 | Oscar     | Melhor atriz | Claudette Colbert | Indicada  | [ 7 ] [ 8 ] |

## Adaptação
Em 7 de abril de 1955, o filme foi apresentado em uma adaptação televisiva, apresentada na CBS. Claudette Colbert reprisou seu papel.